# 托雷翁大屠殺
托雷翁大屠杀（莱苑惨案）发生于1911年5月13日-15日墨西哥國托雷翁，是针对墨西哥华僑的洗劫屠杀，303名华僑死者主要來自大清廣東台山，計102人。當時時值墨西哥革命，托雷翁是马德罗革命軍攻尅的最後一座大城。
这一事件触发了清朝与墨西哥之间的一场外交危机。清朝政府方面索要3000万比索作为赔偿。甚至还一度有流言说，中国已经派遣了一艘战舰驶往墨西哥水域。革命後當上總統的马德罗與新建立的中華民國北京政府簽署賠償協議，期間马德罗被刺殺，令賠償不了了之。此次對中國人的屠殺亦是清朝国民在湘軍南京屠城、旅順慘案、庚子俄難後再一次在戰時遭大規模洗劫。

## 背景

### 粵僑移民史
墨西哥总统波尔菲里奥·迪亚斯（1876年-1911年在位）鼓励大清廣東人移民墨西哥來建設鐵路。托雷翁位于两条重要铁路（墨西哥中央铁路与墨西哥国际铁路）的交叉点，又临近纳萨斯河，适合种棉花。粵僑可能是在1880～1890年代抵达托雷翁。约1900年，这座城市的14,000名居民中有500～600人是华人。1903年，托雷翁已形成了大清保皇会在墨西哥最大的支部。有指托雷翁為华人移民墨西哥与移民巴西提供了一个案例，能解决珠江三角洲人口过剩的问题。

### 粵僑的經濟實力
康有为在大清百日維新失敗後，流亡海外拜訪各國唐人街，為保皇會募款。1906年和1907年他兩度到托雷翁，委托保皇會在當地建立“华墨商业银行”，这银行还建造了該市第一条有轨车辆路线。
华僑的发达以及对食品杂货业的垄断，令人眼紅。1907年，一些墨西哥商人聚在一起组建了一个商会，以保护他们的生意不被外国人破坏。他们没将矛头对准华僑或者鼓動對中國人的屠殺，例如《新世界》（El Nuevo Mundo）婉轉地說「在商業投机，我们竞争不过外国人。[...]他们垄断了我们的商贸，并表现出了征服者在被征服的土地上的行为举止。墨西哥东北有的地方立法，禁止墨西哥妇女同华人男子通婚。
廉价劳动力是波尔菲里奥的经济方案的中心，而华僑正代表了廉价劳动力的源头，因此反对华僑即是间接反对波尔菲里奥独裁政府的方式。1910年9月16日的独立日演讲与示威，對华僑的不滿显而易见，在接下来的几周一些粵僑產業遭到任意破坏。

## 經過

### 導火線
1911年5月5日（五月五日节），赫苏斯·C·弗洛雷斯（Jesús C. Flores）在附近的杜兰戈州的戈麦斯·帕拉西奥城发表了一场公共演说，宣称华僑垄断了园艺业与食品杂货业，积攒大量金钱打算寄回清朝，使墨西哥女性失业，还“與墨西哥男人競爭当地女性”。弗洛雷斯要求将所有有华人血统的人驱离墨西哥。
保皇會的托雷翁支部听到了弗洛雷斯的演说，5月12日支部首領Woo Lam Po（亦是华墨商业银行经理）在华僑领袖们之间传阅一封中文書信，警示恐有暴力活动：
兄弟们，注意！注意！事态严重。许多不义之举已经在革命期间发生了。已收到通知称，在今日10点前，革命党将会聚集其兵力并攻打这座城市。在这场战役中，极有可能会有一伙暴民涌现并洗劫店铺。出于这一原因，我们建议我们所有人民，当这伙人聚合时，关闭你们的门并藏起你们自己，无论如何都不要开门做生意或外出看热闹。并且如果你们的店铺有任何一家被闯入了的话，你们不要进行抵抗，并让他们拿走他们想拿的，因为如果不这样的话，你们也许会有性命危险。此事极为重要。在这场骚乱结束之后，我们将设法安排一场清算。

### 围城

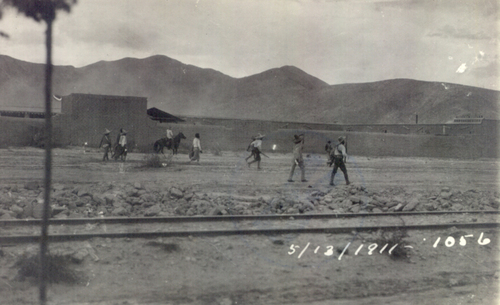
1911年5月13日，马德罗派进入托雷翁

5月13日，星期六，早晨，弗朗西斯科·马德罗的弟弟埃米利奥·马德罗率领的墨西哥革命军队攻打了这座城市。它的铁路使得它成为了一个关键的战略点。必须夺取它才能完全控制周边地区：它也是被造反派列为目标的最后一座大城。马德罗与4500名马德罗派战士包围了这座城市，围住了埃米利亚诺·洛赫罗将军及他的670名联邦军战士。他们横行于围绕这座城市的粵僑菜园，并杀害了112名在那里工作的人。粵僑住房被攻在前面的造反派用作了防御工事，而生活在那些住房里的人们被迫为他们提供食物。战斗持续，直到星期天晚上，联邦军战士的军火开始变得不多。洛赫罗命令撤退。之后他的军队在夜色的掩护下，伴随着猛烈的暴风雨，遗弃了这座城市。撤退的时间是5月15日，星期一，凌晨两点到四点间。这场撤退太过突然，以至于一些士兵在撤离中被丢在了后面。见证人报告称，在造反派进入这座城市之前，就有人发表了仇外的演说，以激怒他们身边的暴民来反抗外国人。赫苏斯·弗洛雷斯当时也在场，并发表了一场演说，称粵僑为“危险的竞争者”，并在最后说“那么，根除掉他们最好。”

### 大劫殺

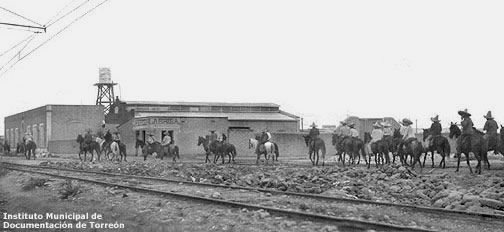
大屠杀期间，位于托雷翁的马德罗派

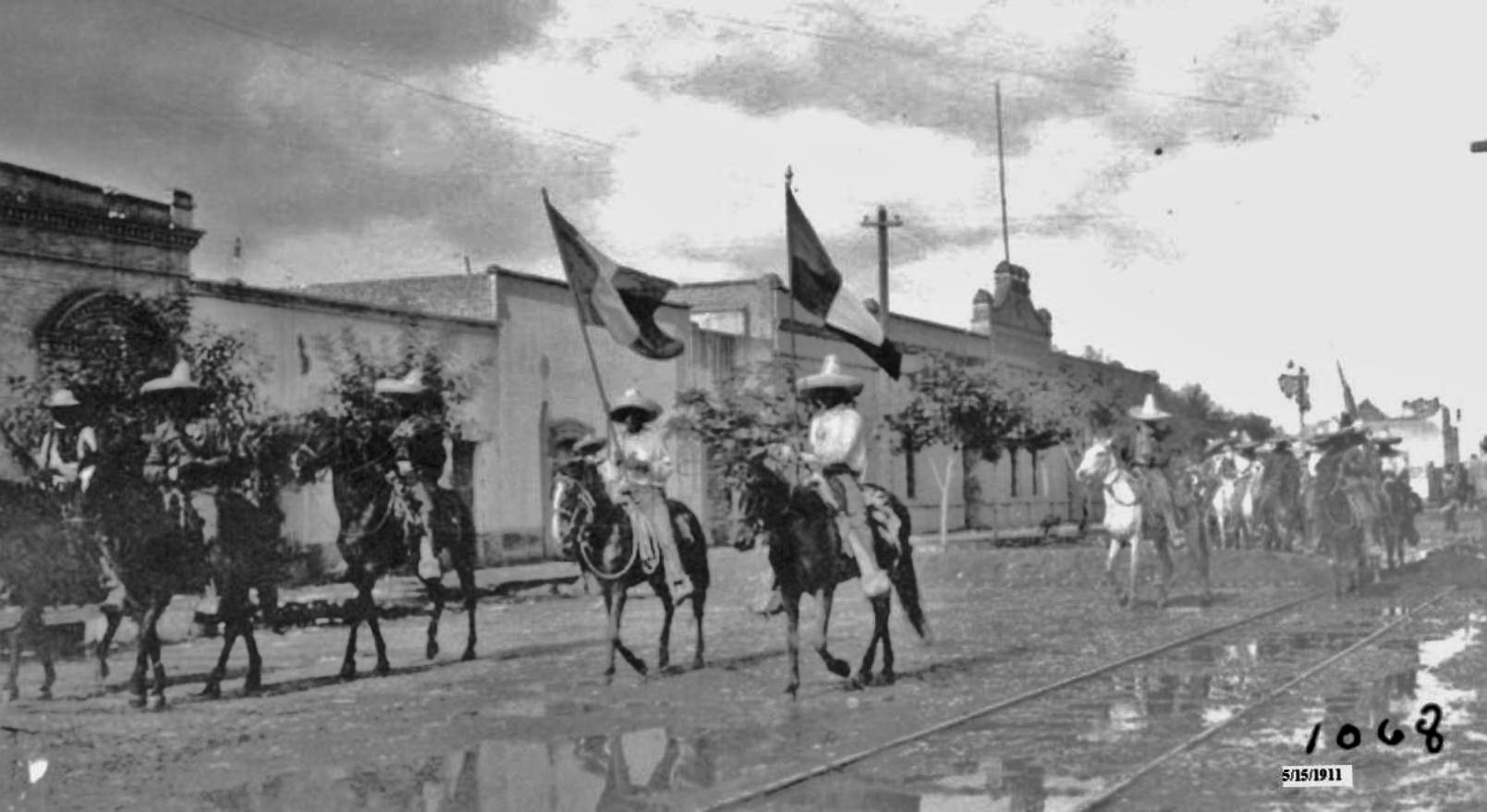
1911年5月15日下午，位于监狱之外的马德罗派

造反派在六点钟进入这座城市，随之而入的还有一个由4000多名男女及儿童组成的暴民群体。他们来自戈麦斯·帕拉西奥城、别斯卡、圣佩德罗、莱尔多，以及马塔莫罗斯。托雷翁的市民也加入了他们，之后他们开始一起洗劫商业区。暴民们从监狱里释放了囚犯，掠夺了店铺，还攻击了街上的人们。他们很快移动到了粵僑社区。骑马的战士将粵僑从菜园里赶回到了镇子里：他们拖着对方的辫子，并且如果有人倒下了，就射杀或践踏他们。当有人被暴民们弄倒在地之后，无论男女及儿童，都被不加区别地杀死，并且他们的躯体还遭到抢劫与毁坏。据报道称：“一个例子中，一个中国佬的头被从他的躯体上切下并从窗户扔到了街上。在另一个例子中，一个士兵抓住一个小男孩的双脚后跟，将他提了起来，并用灯柱将他的脑子撞碎了。在许多例子中，都有中国佬的身体被绳子绑住，并且他们被士兵在马背上拖了一条又一条的街道。在另一个例子中，一个中国佬的双臂和双腿被套在马身上，在街上被拉成了碎片。”最后，暴民们到达了华墨商业银行。他们杀死了银行雇员并将他们的身体切成一块一块的部件，猛力投到了街道上。当时的一份报纸报道说：“被杀害的华人的头颅随着街道滚动，而他们的躯干则被绑在马尾上。”
一些居民试图拯救粵僑。七十名移民被一名裁缝拯救：这些人藏在一座建筑物里，而这位裁缝则站在建筑物的屋顶并向正在寻找这些人的暴民们指了错误的方向。十一人被埃尔米娜·阿尔马拉斯（Hermina Almaráz）拯救。她是一名马德罗派领袖的女儿。当士兵们想要从她家带走这些人时，她告诉这些士兵“那么他们只能越过她的死尸进入房子里”。另外八人被另一名裁缝拯救：他在雨中站在这些人工作的洗衣房前面，并向造反派谎称他们不在里面。

### 马德罗趕及處置

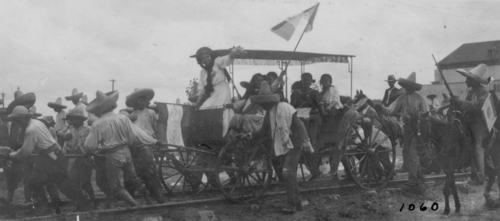
马德罗派欢庆胜利攻占托雷翁

大屠杀开展十小时后，在四点钟左右，马德罗骑马抵达托雷翁，并宣布任何人杀死了一个粵僑都将被处死，这结束了这场大屠杀。当天，马德罗召集了一个军事法庭来听取关于杀人的证言。这个法庭最后裁定，马德罗派士兵已“犯下了暴行”，但是那些士兵为他们自己辩护，坚称那些粵僑已被武装，而这场大屠杀是自卫的行为。
死去的墨西哥人埋於公墓，粵僑则被剥光衣服在一条壕沟里被集体埋葬。马德罗将幸存的粵僑聚集在一座建筑物里，并布置了一群士兵们保护。
到7月9日，35名被怀疑与大屠杀有关联的士兵中，20人被逮捕。

### 直至1931年的劫殺風潮
1911年只是墨西哥粵僑被劫殺的開端，類似事件持續至1931年。1912年，造反派和其他墨西哥市民就造成了约324名粵僑的死亡。到了1919年，又有129人在墨西哥城被杀害，以及373人在彼德拉斯内格拉斯被杀害。针对粵僑的迫害最终在1931年达到高潮，这其中包括剩余的华人从索诺拉被驱逐出境。
1911年的屠杀之后，大量粵僑逃离了托雷翁。墨西哥城的《帝国报》（El Imparcial）报道称，1000多人都在迁移。不久辛亥革命爆发，粵僑开始抵达瓜达拉哈拉，寻求到中華民國的回鄉通道。此次對中國人的屠殺亦是清朝国民在湘軍南京屠城、旅順慘案、庚子俄難後再一次在戰時遭大規模洗劫。

### 时间線
- 1876年，波尔菲里奥·迪亚斯担任墨西哥总统，在位期间鼓励外来移民。
- 1880年代-1890年代，华人开始抵达托雷翁。
- 1899年，中墨双方签订《亲善与贸易条约》。同年，保皇会成立，“海圻号”也竣工服役。
- 1906年，康有为首次抵达托雷翁，并创建了“华墨商业银行”，推动了华人在托雷翁的兴旺发达。
- 1907年，康有为再次抵达托雷翁。同年，墨西哥商人团结一体，一致对外。中墨对立加剧。
- 1910年9月，独立日之后，一些华人机构遭到任意破坏。
- 1910年底，墨西哥革命爆发。
- 1911年5月5日，赫苏斯·弗洛雷斯发表反华公开演讲。
- 1911年5月12日，暴力活动的警告通知在华人中传阅。
- 1911年5月13日早晨，马德罗派开始攻打托雷翁，城外华人遭到屠戮。
- 1911年5月15日凌晨，政府军撤退。
- 1911年5月15日上午6点，造反派入城，华人遭到大屠杀。
- 1911年5月15日下午4点，弗朗西斯科·马德罗入城，制止了屠杀。
- 1911年5月15日后，美领馆与救委会开始救济难民。大量华人逃离托雷翁，设法归国。
- 1911年6月，莱伯斯·威尔夫利受清政府雇用，调查惨案。中方要求超过3000万比索的赔偿。同月，赴英参与英王乔治五世加冕典礼的“海圻号”被怀疑将会来攻打墨西哥。
- 1911年7月-8月，中方收到两份调查报告，均断定了无辜华人遭到屠杀。同时，中方赔偿要求减至600万比索。
- 1911年底-1912年初，武昌起义爆发，随后中华民国成立，清帝逊位，清朝灭亡。
- 1912年11月，弗朗西斯科·马德罗担任墨西哥总统。同月，中墨双方达成协议，将赔偿金定为310万比索。
- 1913年2月，弗朗西斯科·马德罗遇刺，墨西哥陷入混乱。墨方从未给中方赔偿。

## 損失統計

### 死亡人數

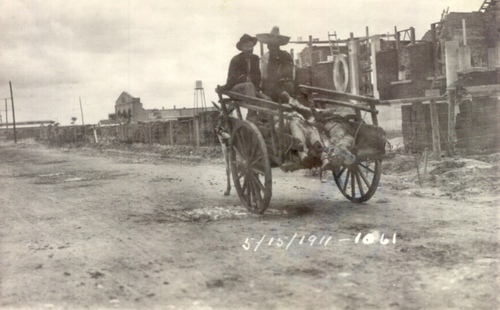
1911年5月15日，杀戮之后，一辆装载着尸体的货车

308名亚洲人死於這場屠杀，包括303名华人与5名日本人。根据英国驻戈麦斯·帕拉西奥城副领事所言，日本人“由于与华人相似的特征”而被杀害。据估计，托雷翁一半的粵僑人口死於此案。
死者中有50人是Sam Wah的雇员，分别来自他的庄园与饭店；黄宽焯（Wong Foon-chuck）失去了45名雇员：32人来自他的庄园，9人来自一家他经营的铁路旅馆，4人来自他的洗衣店；Ma Due失去了他的40名菜园工人中的38人。华墨商业银行的25名雇员也被杀害。
造反者、联邦军人，以及旁观者也被杀害；根据当时的报告，这些人包括25名联邦军战士、34名旁观者（包括12名西班牙人与1名德国人），以及26名马德罗支持者。赫苏斯·弗洛雷斯也在死者之中。他看起来是在企图重拾一挺被政府军丢弃的机枪时被杀害的。

### 财产
一项估计将总损失定在1,000,000美元（约等于2015年的25,310,714美元）左右。华人财产的损失占849,928.69美元（约等于2015年的21,512,302美元）。被摧毁的企业包括华墨商业银行、中国俱乐部、40家食品杂货店、5家饭店、4家洗衣店、10个菜摊及23个其他食物摊。总共几乎有100个华人家庭与企业被摧毁。被摧毁的还有一些镇子外面的粵僑所有的菜园。除了商行及商务机构以外，数量未知的居住型建筑物也被抢劫与摧毁。一位名叫乔治·C·卡罗瑟斯（George C. Carothers）的美国领事馆代理人在6月7日的一份报告中描述了这场大屠杀中的摧毁：
接下来，我们去中国洗衣店。有四人被杀害，而这家洗衣店差不多也被毁坏了。炸弹被投到了房顶上，窗与门不是被摧毁就是被偷走，机器碎成了片，一切东西能被货车运走、偷走等的，都被弄走了。“上海港”（Puerto de Shanghai）这座建筑物是接下来造访的。这座建筑物的门和窗都被摧毁了。几个月前迁到了这座建筑物里的中国银行也被毁坏，保险箱被炸开，里面的东西被拿走，家具被摧毁，所有的文件和贵重物品都被偷走。
美国、沙特阿拉伯、德国、西班牙，以及土耳其的机构也被破坏与摧毁，但是与华人相比，美国的财产损失只有22,000美元（约等于2015年的556,836美元）。在7月，美国领事乔治·卡罗瑟斯报告称，托雷翁的一些外国人已经收到了告诉他们离开这座城市的信。
其他被摧毁的房产还包括一家赌场、市法院、监狱、警察局总部、低级法院、信函法院，以及市金库。
在这场大屠杀与掠夺之后的若干个月里，从托雷翁被偷走的财产持续出现在圣佩德罗的黑市上。
美国领事馆和当地的救济委员会都开始从当地人那里募捐以支持粵僑。从5月17日到6月1日，J. Lim医生和救济委员会募集到了6000美元。他们每天消耗30元为幸存者们提供了食物与居所。
随着1911年的墨西哥独立日的接近，托雷翁的外国人群体变得焦躁不安。他们想起了在前一年同一时间爆发的那些暴力行为。弗朗西斯科·马德罗派遣了1000名士兵駐守當地以防止其他暴力活动的爆发。

## 調查

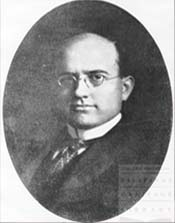
莱伯斯·雷德曼·威尔夫利

一个月后，清朝政府雇用美国人莱伯斯·威尔夫利为法定代理人来对調查。威尔夫利在墨西哥城拥有一家律师事务所，曾担任上海美国法院法官。在6月，他派遣他的伙伴亚瑟·巴西特（Arthur Bassett）去调查。
亚瑟·巴西特对粵僑与墨西哥裔证人采访，之后在7月13日，对清朝驻墨西哥公使张荫棠匯报。他引用了维新会在5月12日传阅的通知，推断出了马德罗派的宣称是假的（他们宣称粵僑向他们开火射击）。他还驳回了另一项宣称，即移民们被洛赫罗将军和他的撤退中的联邦军士兵们武装了起来。他对此指出，军队撤离的原因是弹药的缺乏。此外，没有见证人报告了粵僑有任何形式的抵抗。在他的报告中，他称这一事件是“一场未受挑衅的大屠杀……在‘祸心’和‘种族仇恨’中被构想出”，并在最后说这明显地违反了两国在1899年签订的条约。
亚瑟·巴西特與清廷代表欧阳庚、墨西哥总统代表佩德鲁埃萨（Antonio Ramos Pedrueza）合作，在8月28日向张荫棠递交了第二份报告，再次试图确定粵僑有没有因为亲自抵抗马德罗派部队而激化大屠杀。当地报纸《狄俄革涅斯报》（Diogenes）的编辑声称，洛赫罗已经“授权他否定所有的”说他可能武装了粵僑的断言。根据进一步的调查，当地店铺的老板们证实了在大屠杀之前，他们没有给粵僑顾客卖过武器。报告最后说：
说华人进行了抵抗的论点纯粹是捏造的，是革命军的军官们虚构出来的。他们这么做唯一的目的就是逃避惩罚，而这一如此可恨的犯罪行为自然本将由他们承担后果。

## 外交交涉

### 清朝炮艦

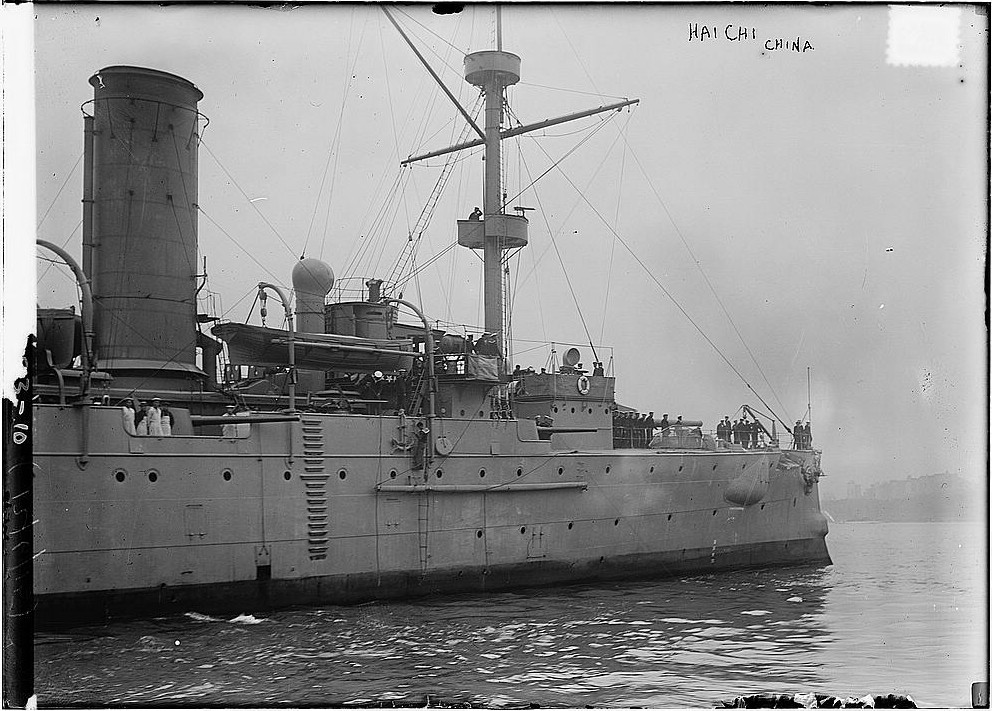
1911年，“海圻号”

美国驻墨西哥大使亨利·莱恩·威尔逊发电报给国务卿菲兰德·诺克斯，報告清朝炮舰“朝鲜号”（Korea）正驶往墨西哥交涉。清朝驻美公使館參贊容揆寻求美国国务院的支持，被告知美国不赞成也不阻止。容揆得不到美国支持，遂澄清流言是假的，指“海圻号”巡洋舰在伦敦出席乔治五世的加冕典礼后「或許」會在墨西哥停靠，最終海圻号只停靠在鄰近的古巴首都。

### 賠款
同月，清朝向墨西哥要求赔偿，要对方为每个在大屠杀期间被杀害的华人赔偿10万比索（1911年的钱），总计超过了3000万比索。清朝还要求墨西哥政府正式的道歉。清朝驻美公使館參贊容揆見未能寻求美国支持，将赔偿金要求从3000万比索缩减到600万比索。
中華民國北京政府与墨西哥在1912年11月签订協議，墨西哥要为造成的损失付给中華民国310万比索并致以正式道歉。赔偿的截止日期之后延迟到1913年2月15日。不过，在1913年2月，弗朗西斯科·马德罗遇刺，墨西哥經濟大動蘯，提议用债券来抵債。荷兰大使对此发出了警告，他相信墨西哥将无法得到足够多的外国债权人来凑齐赔款必需的数额。在整个1912年与1913年，墨西哥参议院讨论了若干种支付赔偿金的方法，包括将赔偿视为白银。不过，债券方案从未被批准，而赔偿也从未支付。1913年，弗朗西斯科·马德罗的遇刺，更使此事不了了之。

## 悼念、記憶
事件过后，墨西哥政府一直对屠殺保持沉默，直到2000年才向华人社区支付数笔赔偿。在托雷翁历史档案中，大屠杀也极少被提到。这段历史没有载入墨西哥的教科书，也很少有墨西哥人了解。2015年2月，为提醒人们种族仇恨的危险，墨西哥城的记忆与宽容博物馆举办了一场展览，重提这段历史，纪念被杀害的303名华人。此次展览的展品有托雷翁市档案馆及墨西哥外交部提供的各种材料，包括文档、照片、死难者名单等等。
2021年5月17日，墨西哥總統洛佩斯·奥夫拉多尔借中华人民共和国的COVID-19疫苗（科兴和康希諾生物）运抵之际，舉辦名為“呼吁宽恕对华人社区的屈辱”的致歉仪式（西班牙語：Petición de perdón por agravios a la comunidad china），是政府首次道歉。其發言謄稿見此。奥夫拉多尔自上任以來也有向墨西哥印第安人修補歷史裂痕。